# Fådda blommor
Fådda blommor är ett svenskt underhållningsprogram, som sändes i två säsonger 1988, av och med Lasse Brandeby som i sitt alter ego Kurt Olsson i rollen som programledare. Medverkade gjorde även Kurts vän och studioman Arne spelad av Hans Wiktorsson samt Damorkestern som var husband. Ett stående inslag var Innanför skjortan där Kurt intervjuade gäster sittande i en gigantisk soffa på taket till ett möbelvaruhus. Den mest kända intervjun i soffan torde vara den med höjdhopparen Patrik Sjöberg, där Sjöberg fick svara på frågorna "Hur brett är det mellan stolparna?" och "Vad är det lägsta du har hoppat?".

## Rollista i urval
- Lars Brandeby – Kurt Olsson
- Hans Wiktorsson – Arne Nyström
- Anki Rahlskog – Gudrun i damorkestern

## Gästlista - Innanför skjortan
- Malena Ivarsson (Avsnitt 1)
- Patrik Sjöberg (Avsnitt 2)
- Jan Guillou (Avsnitt 3)
- Pia Sundhage (Avsnitt 4)